# Handeliobryum
Handeliobryum là một chi rêu trong họ Neckeraceae.